# Kozma Richárd
Kozma Richárd, (Nyíregyháza, 1994. október 1. –) magyar labdarúgó. A Mosonmagyaróvári TE játékosa.

## Pályafutása
2013-ban 18 évesen került a Honvéd akadémiájáról a felnőtt keretbe. A 2013-14-es szezonban edzőmérkőzéseken szerepelt elsőnek a felnőtt keretbe, ahol a szlovák Rimaszombat ellen 3-0-ra megnyert felkészülési mérkőzésen a  90. percben tudott eredményes lenni.
Az Európa-liga selejtező mérkőzésén a Čelik Nikšić csapata elleni első mérkőzésen Marco Rossi vezetőedző a kispadra nevezte, de pályára nem küldte. A visszavágó mérkőzésen az 55. percben Filip Holender cseréjeként debütált nemzetközi mérkőzésen. Testardi második gólja előtt Kozma adta a gólpasszt, majd maga is eredményes tudott lenni. A bajnokságban az 1. fordulóban a Kecskeméti TE ellen mutatkozott be Testardi cseréjeként.

## Statisztikája
2013. augusztus 1. szerint.
| Klub             | Szezon | Bajnokság | Bajnokság | Kupa    | Kupa  | Ligakupa | Ligakupa | Nemzetközi | Nemzetközi | Összesen | Összesen |
| Klub             | Szezon | Meccsek   | Gólok     | Meccsek | Gólok | Meccsek  | Gólok    | Meccsek    | Gólok      | Meccsek  | Gólok    |
| ---------------- | ------ | --------- | --------- | ------- | ----- | -------- | -------- | ---------- | ---------- | -------- | -------- |
| Honvéd           |        |           |           |         |       |          |          |            |            |          |          |
| 2013–14          | 1      | 0         | 0         | 0       | 0     | 0        | 2        | 1          | 3          | 1        |          |
| Összesen         | 1      | 0         | 0         | 0       | 0     | 0        | 2        | 1          | 3          | 1        |          |
| Karrier összesen |        | 1         | 0         | 0       | 0     | 0        | 0        | 2          | 1          | 3        | 1        |